# Chyrvónaya Slabadá (Saligorsk)
Chyrvónaya Slabadá (bielorruso: Чырво́ная Слабада́; hasta 1923: Вы́зна Vyzna) o Krásnaya Slobodá (ruso: Кра́сная Слобода́) es un asentamiento de tipo urbano de Bielorrusia, perteneciente al distrito de Saligorsk de la provincia de Minsk.
En 2023, el asentamiento tenía una población de 3926 habitantes. Es sede de un consejo rural que incluye veintiuna pedanías que suman unos seiscientos habitantes.
Se ubica unos 20 km al noroeste de la capital distrital Saligorsk, sobre la carretera que lleva a Niasvizh.

## Historia
Se conoce la existencia del pueblo de Vyzna desde el siglo XVI, cuando pertenecía al Gran Ducado de Lituania. En la partición de 1793 pasó a formar parte del Imperio ruso, que estableció aquí la capital de un vólost en el uyezd de Slutsk. A lo largo de su historia perteneció a las familias nobles de Olelkovych, Radziwiłł, Sayn-Wittgenstein y Hohenlohe. En 1923 adoptó su actual topónimo, que significa "libertad roja" en referencia a la Revolución rusa. La RSS de Bielorrusia, además de darle su topónimo, le otorgó el estatus de capital distrital en 1924 y el de asentamiento de tipo urbano en 1938. Dejó de ser capital distrital en 1959, cuando se integró en el raión de Starobin; en 1962 pasó al raión de Lyuban y desde 1965 quedó definitivamente en el raión de Saligorsk.